# Auguste Sébastien Bénard
Pour les articles homonymes, voir Bénard.
Auguste Sébastien Bénard, né le 6 novembre 1810 à Paris et mort le 7 octobre 1883 dans cette même ville, est un peintre français.

## Biographie
Auguste Sébastien Bénard est le fils de Jean François Bénard et Anne Martine Raubin.
Il est élève de Granger et Lafond.
Il a son atelier au 63, rue de Dunkerque à Paris, où il vit avec son épouse Valentine Sommier.
Il meurt à son domicile le 8 octobre 1883.

## Collections publiques
- Arlon, musée Gaspar, Collections de l'Institut archéologique du Luxembourg : aquarelle[2].